# 尤寧 (伊利諾伊州)
尤宁（英語：Union）是位於美國伊利諾伊州麥克亨利縣的一個村落。

## 地理
尤宁的座標為42°14′07″N 88°32′33″W / 42.23528°N 88.54250°W，而該地最高點為海拔高度256米（即840英尺）。

## 人口
根據2010年美國人口普查的數據，尤宁的面積為2.15平方千米，當中陸地面積為2.15平方千米，而水域面積為0.00平方千米。當地共有人口580人，而人口密度為每平方千米269人。